# Segnaletica stradale in Austria
I segnali stradali in Austria sono regolati dal Straßenverkehrsordnung (StVO) (Codice della strada austriaco) ma non hanno una numerazione propria come per esempio i segnali stradali italiani o tedeschi. Sono suddivisi in base al StVO del 1960 in segnali di pericolo, di regolamentazione e di indicazione ed il testo in essi riportato è il tedesco.

## Segnali di pericolo
I segnali di pericolo in Austria hanno sfondo bianco ed una forma triangolare come nella maggior parte dei Paesi europei. Lungo le autostrade tali segnali sono installati tra i 250 e i 400 m dal punto pericoloso mentre, lungo le viabilità ordinaria, sono posti tra i 150 e 250 m dal pericolo.
| Segnale austriaco | Significato                                                            | Spiegazione |
|                   | Strada deformata                                                       | Segnala un tratto di strada in cattivo stato o con pavimentazione irregolare. |
|                   | Curva pericolosa a destra                                              | Presegnala un tratto di strada non rettilineo pericoloso per la limitata visibilità o per caratteristiche del tracciato (curva stretta a destra). |
|                   | Curva pericolosa a sinistra                                            | Presegnala un tratto di strada non rettilineo pericoloso per la limitata visibilità o per caratteristiche del tracciato (curva stretta a sinistra). |
|                   | Doppia curva pericolosa, la prima a destra                             | Presegnala una doppia curva, di cui la prima a destra. |
|                   | Doppia curva pericolosa, la prima a sinistra                           | Presegnala una doppia curva, di cui la prima a sinistra. |
|                   | Intersezione                                                           | Presegnala un incrocio in cui vige la regola generale di dare la precedenza a destra. |
|                   | Rotatoria                                                              | Presegnala un incrocio in cui vige la circolazione rotatoria. |
|                   | Intersezione con strada che non ha priorità                            | Presegnala un incrocio con una strada di minore importanza in cui si ha la precedenza sui veicoli provenienti sia da destra che da sinistra. |
|                   | Passaggio a livello con barriere                                       | Segnala un passaggio a livello con barriere ed è integrato con il pannello distanziometrico a tre barre rosse. |
|                   | Passaggio a livello senza barriere                                     | Segnala un passaggio a livello senza barriere ed è integrato con il pannello distanziometrico a tre barre rosse. |
|                   | Pannelli distanziometrici lato destro                                  | Indicano la distanza dal passaggio a livello per il quale vengono installati. Sono posti sul lato destro della carreggiata |
|                   | Pannelli distanziometrici lato sinistro                                | Indicano la distanza dal passaggio a livello per il quale vengono installati. Sono posti sul lato sinistro della carreggiata |
|                   | Incrocio con un passaggio a livello senza barriere                     | Segnala un passaggio a livello od un attraversamento tranviario senza barriere con un solo binario, ed invita quindi i conducenti alla massima prudenza, invitandoli a fermarsi immediatamente se fossero attive le due luci rosse lampeggianti e/o il segnale acustico che indicano l'avvicinarsi del treno. Può anche essere installata in verticale per ragioni di minor ingombro. Sulle linee secondarie, in mancanza delle luci rosse lampeggianti, il segnale può essere accompagnato da un segnale di "stop" ed eventualmente da un pannello che indica che il treno fischia avvicinandosi al passaggio a livello. |
|                   | Incrocio con un passaggio a livello senza barriere a più di un binario | Segnala un passaggio a livello od attraversamento tranviariosenza barriere con più di un binario, ed invita quindi i conducenti alla massima prudenza, invitandoli a fermarsi immediatamente se fossero attive le due luci rosse lampeggianti e/o il segnale acustico che indicano l'avvicinarsi del treno. Può anche essere installata in verticale per ragioni di minor ingombro. |
|                   | Discesa pericolosa                                                     | Presegnala un tratto di strada in discesa secondo il senso di marcia. La pendenza è espressa in percentuale. |
|                   | Salita ripida                                                          | Presegnala un tratto di strada in forte salita secondo il senso di marcia. La pendenza è espressa in percentuale. |
|                   | Strettoia simmetrica                                                   | Segnala un restringimento pericoloso della carreggiata su entrambi i lati. |
|                   | Strettoia asimmetrica a sinistra                                       | Segnala un restringimento pericoloso della carreggiata posto sul lato sinistro. |
|                   | Strettoia asimmetrica a destra                                         | Segnala un restringimento pericoloso della carreggiata posto sul lato destro. |
|                   | Lavori                                                                 | Presegnala cantieri di lavori in corso, depositi temporanei di materiale, presenza di macchinari adibiti ai lavori stradali. |
|                   | Strada sdrucciolevole                                                  | Presegnala un tratto di strada che in particolari condizioni climatiche od ambientali può diventare sdrucciolevole. |
|                   | Vento laterale                                                         | Presegnala la possibilità di forti raffiche di vento laterale. |
|                   | Caduta massi                                                           | Presegnala il pericolo di caduta massi dalla parete rocciosa soprastante con possibile presenza di pietre sulla carreggiata. |
|                   | Passaggio di aeroplani a bassa quota                                   | Presegnala la possibilità di improvvisi forti rumori o abbagliamenti dovuti ad aeroplani a bassa quota. |
|                   | Attraversamento pedonale                                               | Segnala l'avviciarsi di un passaggio pedonale segnalato sulla carreggiata. |
|                   | Attraversamento ciclabile                                              | Presegnala attraversamento di ciclisti o ciclomotori contraddistinto da appositi segni sulla carreggiata. |
|                   | Bambini                                                                | Segnala luoghi frequentati da bambini, come le scuole, i giardini pubblici, i campi di gioco e simili. |
|                   | Attraversamento di animali domestici                                   | Presegnala un tratto di strada con probabile improvvisa presenza od attraversamento di animali domestici. |
|                   | Attraversamento di animali selvatici                                   | Presegnala un tratto di strada con probabile improvvisa presenza od attraversamento di animali selvatici. |
|                   | Doppio senso di circolazione                                           | Segnala un tratto di strada che da senso unico diventa a doppio senso. |
|                   | Veicolo in contromano                                                  | Segnala un tratto di strada in cui vi è la possibilità di incrociare uno o più veicoli che procedono lungo una carreggiata a senso unico di marcia ma in modo contrario. Non esistono segnali corrispondenti negli altri Paesi europei. |
|                   | Semaforo                                                               | Presegnala un impianto semaforico posto su strade sia urbane che extraurbane. |
|                   | Altri pericoli                                                         | Segnala un pericolo diverso da quelli indicati negli altri segnali di pericolo. |

## Segnali di regolamentazione

### Segnali di divieto
I segnali di divieto in Austria sono rotondi con sfondo bianco, eccezion fatta per i segnali di divieto di sosta e quello di divieto di fermata che hanno il classico sfondo blu.
| Segnale austriaco | Significato                                                                                                | Spiegazione |
|                   | Divieto di transito                                                                                        | Vieta a tutti i veicoli di entrare in una strada. |
|                   | Divieto di accesso                                                                                         | Vieta di entrare in una strada, accessibile invece nell'altro senso. Per favorirne la visibilità negli svincoli autostradali, il segnale può essere inserito in un pannello rettangolare giallo, corredato dalle indicazioni HALT o STOP e FALSCH (non corretto, non consentito) e la sagoma nera di una mano che sbarra la strada.                                                                 |
|                   | Divieto di svoltare a sinistra                                                                             | Vieta di svoltare a sinistra al prossimo incrocio. |
|                   | Divieto di svoltare a destra                                                                               | Vieta di svoltare a destra al prossimo incrocio. |
|                   | Divieto d'inversione                                                                                       | Vieta di effettuare un'inversione di marcia. |
|                   | Divieto di sorpasso                                                                                        | Vieta di sorpassare i veicoli a motore con più di due ruote. |
|                   | Fine divieto di sorpasso                                                                                   | Indica la fine del divieto a tutti i veicoli di sorpassare i veicoli a motore diversi dai motocicli e dai ciclomotori. |
|                   | Divieto di sorpasso per gli autocarri                                                                      | Indica il divieto a tutti i veicoli, non adibiti al trasporto di persone, di massa a pieno carico superiore a 3,5 t di sorpassare i veicoli a motore.. |
|                   | Fine del divieto di sorpasso per gli autocarri                                                             | Indica la fine del divieto a tutti i veicoli non adibiti al trasporto di persone di massa a pieno carico oltre 3,5 t di sorpassare i veicoli a motore. |
|                   | Precedenza ai veicoli provenienti in senso inverso                                                         | Prescrive di dare precedenza ai veicoli provenienti in direzione opposta in una strada a doppio senso che consente il passaggio di una sola fila di veicoli. |
|                   | Divieto di circolazione per tutti i veicoli a motore eccetto i motocicli                                   | Vieta il transito a tutti i veicoli a motore con quattro o più ruote. Il simbolo rappresenta un'auto del 1930. |
|                   | Divieto di circolazione per i motocicli                                                                    | Vieta il transito ai motocicli. |
|                   | Divieto di circolazione per i veicoli a motore con più di due ruote compresi gli autoveicoli               | Vieta il transito a tutti i veicoli a motore, sia moto, sia autoveicoli. |
|                   | Divieto di circolazione per i rimorchi                                                                     | Vieta il transito a tutti i veicoli con rimorchio al traino. |
|                   | Divieto di circolazione per i mezzi destinati al trasporto merci                                           | Vieta il transito ai veicoli da trasporto non adibiti al trasporto di persone. |
|                   | Divieto di circolazione ai mezzi destinati al trasporto merci con massa a pieno carico oltre... tonnellate | Vieta il transito agli autocarri che trasportano merci e con massa a pieno carico superiore a quella indicata sul segnale. |
|                   | Lunghezza massima                                                                                          | Vieta il transito ai veicoli od ai complessi di veicoli di lunghezza superiore alla lunghezza indicata in metri. |
|                   | Divieto di circolazione per i veicoli per trasporto di cose con rimorchi                                   | Vieta il transito ai veicoli destinati al trasporto di cose con rimorchio al traino. |
|                   | Accesso vietato ai veicoli a trazione animale                                                              | Vieta il transito ai veicoli a trazione animale. |
|                   | Divieto di circolazione per i veicoli che trasportano merci che possono contaminare le acque               | Vieta il transito ai veicoli che trasportano merci che possono contaminare le acque. |
|                   | Divieto di circolazione per i veicoli che trasportano merci pericolose                                     | Vieta il transito ai veicoli che trasportano merci pericolose, come esplosivi, benzina, materie tossiche o radioattive. |
|                   | Divieto di circolazione agli autobus                                                                       | Vieta il transito agli autobus. |
|                   | Divieto di circolazione alle biciclette ed ai ciclomotori                                                  | Vieta il transito alle biciclette ed ai ciclomotori. |
|                   | Divieto di circolazione per i ciclomotori                                                                  | Vieta il transito ai ciclomotori. |
|                   | Divieto di circolazione alle biciclette                                                                    | Vieta il transito alle biciclette. |
|                   | Larghezza massima                                                                                          | Vieta il transito ai veicoli aventi larghezza superiore a quella indicata in metri. |
|                   | Altezza massima                                                                                            | Vieta il transito ai veicoli aventi altezza superiore a quella indicata in metri. |
|                   | Peso massimo                                                                                               | Vieta il transito ai veicoli aventi massa superiore a quella indicata in tonnellate al momento del transito. |
|                   | Peso massimo per asse                                                                                      | Vieta il transito ai veicoli aventi massa superiore per ogni asse a quella indicata in tonnellate al momento del transito. |
|                   | Velocità massima                                                                                           | Indica la velocità massima in chilometri orari alla quale i veicoli possono procedere immediatamente dopo il segnale. |
|                   | Fine della velocità massima                                                                                | Indica la fine del limite sulla velocità massima alla quale i veicoli possono procedere e ripristina il consueto limite di velocità relativo alla strada percorsa. |
|                   | Fine dei limiti precedenti                                                                                 | Indica la fine dei divieti locali precedentemente imposti e ripristina il consueto limite di velocità relativo alla strada percorsa. |
|                   | Zona a velocità limitata                                                                                   | Indica una zona in cui la velocità è limitata a 30 km/h. |
|                   | Fine zona a velocità limitata                                                                              | Indica la fine di una zona con velocità limitata. |
|                   | Dogana | Obbliga i conducenti a fermarsi al posto di confine per i controlli doganali. In prossimità dei caselli autostradali è in uso un segnale corrispondente, riportante le diciture MAUT e PEAGE, rispettivamente sopra e sotto la barra, con il significato di pedaggio in tedesco e francese: . La stessa cosa accade con il segnale "fermarsi polizia", ma con le scritte esclusivamente in tedesco: |
|                   | Divieto di sosta                                                                                           | Vieta la sosta, fermata prolungata (parcheggio) ai veicoli, in quei luoghi dove per regola generale non vige tale divieto. |
|                   | Divieto di fermata                                                                                         | Vieta la sosta e la fermata o qualsiasi temporanea sospensione della marcia ai veicoli. |
|                   | Divieto di sosta nei giorni dispari                                                                        | Vieta la sosta, fermata prolungata (parcheggio) ai veicoli, in quei luoghi dove per regola generale non vige tale divieto soltanto nei giorni dispari. |
|                   | Divieto di sosta nei giorni pari                                                                           | Vieta la sosta, fermata prolungata (parcheggio) ai veicoli, in quei luoghi dove per regola generale non vige tale divieto soltanto nei giorni pari. |
|                   | Divieto di sosta per zona carico e scarico                                                                 | Vieta la sosta, fermata prolungata (parcheggio) ai veicoli, a causa di spazi riservati al carico-scarico di merci. |
|                   | Fine del divieto di sosta per zona carico e scarico                                                        | Indica la fine degli spazi riservati al carico-scarico di merci. |
|                   | Divieto di segnalazioni acustiche                                                                          | Impedisce l'utilizzo delle segnalazioni acustiche se non in caso di immediata urgenza. |
|                   | Divieto di transito ai pedoni                                                                              | Vieta l'accesso ai pedoni. |
|                   | Divieto di transito agli animali da sella                                                                  | Vieta l'accesso agli animali da sella. |

### Segnali di obbligo
| Segnale austriaco | Significato                                                                           | Spiegazione |
|                   | Direzione obbligatoria dritto                                                         | Indica che la sola direzione consentita al conducente è quella di andare dritto.                                                    |
|                   | Direzione obbligatoria a sinistra                                                     | Indica che la sola direzione consentita al conducente è quella di andare a sinistra.                                                |
|                   | Direzione obbligatoria a destra                                                       | Indica che la sola direzione consentita al conducente è quella di andare a destra.                                                  |
|                   | Preavviso di direzione obbligatoria a sinistra                                        | Preavvisa che la sola direzione consentita al conducente è quella di andare a sinistra.                                             |
|                   | Preavviso di direzione obbligatoria a destra                                          | Preavvisa che la sola direzione consentita al conducente è quella di andare a destra.                                               |
|                   | Passaggio obbligatorio a sinistra                                                     | Obbliga i conducenti a passare a sinistra dell'ostacolo come un cantiere, uno spartitraffico, un salvagente o un'isola di traffico. |
|                   | Passaggio obbligatorio a destra                                                       | Obbliga i conducenti a passare a destra dell'ostacolo come un cantiere, uno spartitraffico, un salvagente o un'isola di traffico.   |
|                   | Circolare diritto o svoltare a sinistra                                               | Direzioni consentite dritto ed a sinistra.                                                                                          |
|                   | Circolare diritto o svoltare a destra                                                 | Direzioni consentite dritto ed a destra.                                                                                            |
|                   | Direzioni consentite a destra ed a sinistra                                           | Direzioni consentite a destra ed a sinistra.                                                                                        |
|                   | Direzione obbligatoria a destra per i mezzi che trasportano merci pericolose          | Indica che la sola direzione consentita al conducente di mezzi con merci pericolose è quella di andare a destra.                    |
|                   | Pista ciclabile                                                                       | Indica l'inizio di un percorso riservato alle biciclette.                                                                           |
|                   | Percorso pedonale                                                                     | Indica un percorso riservato ai pedoni.                                                                                             |
|                   | Percorso misto pedonale e ciclabile                                                   | Indica l'inizio di un percorso riservato ai pedoni ed alle biciclette.                                                              |
|                   | Parte della carreggiata riservata alla circolazione di biciclette e pedoni            | Indica l'inizio di un percorso ciclabile contiguo al marciapiede.                                                                   |
|                   | Strada per animali da sella                                                           | Indica l'inizio di un percorso riservato agli animali da sella.                                                                     |
|                   | Sottopassaggio pedonale                                                               | Obbliga i pedoni ad utilizzare un sottopassaggio pedonale.                                                                          |
|                   | Velocità minima                                                                       | Indica la velocità minima alla quale procedere.                                                                                     |
|                   | Inversione di marcia                                                                  | Consente l'inversione di marcia per i veicoli che percorrono la corsia in cui è installato il segnale.                              |
|                   | Obbligo di catene o pneumatici da neve                                                | Indica che per percorrere la strada in questione è obbligatorio avere montato le catene o gli pneumatici da neve.                   |
|                   | Fine pista ciclabile                                                                  | Indica la fine del percorso riservato alle biciclette.                                                                              |
|                   | Fine percorso pedonale                                                                | Indica la fine del percorso riservato ai pedoni.                                                                                    |
|                   | Fine del percorso misto pedonale e ciclabile                                          | Indica la fine del percorso riservato ai pedoni ed alle biciclette.                                                                 |
|                   | Fine della parte della carreggiata riservata alla circolazione di biciclette e pedoni | Indica la fine del percorso ciclabile contiguo al marciapiede.                                                                      |
|                   | Fine velocità minima                                                                  | Indica la fine del tratto di strada interessato dal limite minimo di velocità.                                                      |
|                   | Fine obbligo di catene o pneumatici da neve                                           | Indica il termine del tratto di strada con obbligo di catene o pneumatici da neve.                                                  |

### Segnali di precedenza
| Segnale austriaco | Significato                                 | Spiegazione |
|                   | Dare precedenza                             | Prescrive di dare precedenza in un incrocio, in corrispondenza della linea trasversale.                                                     |
|                   | Fermarsi e dare la precedenza               | Prescrive l'obbligo di arrestarsi in ogni caso in corrispondenza della striscia trasversale di arresto ad un incrocio e di dare precedenza. |
|                   | Strada con diritto di precedenza            | Indica l'inizio di una strada il cui traffico ha diritto di precedenza.                                                                     |
|                   | Fine della strada con diritto di precedenza | Indica la fine di una strada il cui traffico ha diritto di precedenza.                                                                      |

## Segnali di indicazione
| Segnale austriaco | Significato                                         | Spiegazione |
|                   | Parcheggio                                          | Indica un parcheggio autorizzato. Consente la sosta a tempo indeterminato salvo indicazioni differenti. |
|                   | Direzione per un parcheggio                         | Indica la direzione da seguire per arrivare ad un parcheggio pubblico. |
|                   | Piazzola di sosta                                   | Indica una piazzola dove è consentita la fermata di veicoli. |
|                   | Ospedale                                            | Indica la presenza di un ospedale. Notare l'utilizzo della parola Spital in luogo di Krankenhaus in uso in Germania. |
|                   | Passaggio pedonale                                  | Indica un attraversamento pedonale non regolato da semaforo e non in corrispondenza di un incrocio stradale. |
|                   | Passaggio ciclabile                                 | Indica un attraversamento ciclabile non regolato da semaforo e non in corrispondenza di un incrocio stradale. |
|                   | Passaggio pedonale e ciclabile                      | Indica un attraversamento pedonale e ciclabile non regolato da semaforo e non in corrispondenza di un incrocio stradale. |
|                   | Pronto soccorso                                     | Indica la presenza di un pronto soccorso. |
|                   | Luogo di culto                                      | Indica la presenza di un luogo di culto. |
|                   | Riparazioni                                         | Indica la presenza di un centro di riparazioni. |
|                   | Radio informazioni stradali                         | Indica la frequenza sulla quale si possono ricevere notizie sullo stato del traffico. |
|                   | Telefono                                            | Indica un telefono pubblico. |
|                   | Rifornimento                                        | Indica la presenza di un posto di rifornimento e la sua distanza. |
|                   | Taxi                                                | Indica la presenza di una zona di sosta di veicoli da piazza. |
|                   | Fine del doppio senso di circolazione               | Segnala il termine del doppio senso di circolazione all'interno di una carreggiata. |
|                   | Precedenza rispetto al traffico inverso             | Indica la precedenza rispetto ai veicoli provenienti in direzione opposta in una strada a doppio senso che consente il passaggio di una sola fila di veicoli. |
|                   | Inizio autostrada                                   | Indica l'inizio di un'autostrada o di un raccordo che conduce ad un'autostrada. |
|                   | Fine dell'autostrada                                | Indica la fine di un'autostrada. |
|                   | Strada riservata ai veicoli a motore                | Indica l'inizio di una strada riservata ai veicoli a motore. |
|                   | Fine strada riservata ai veicoli a motore           | Indica la fine di una strada riservata ai veicoli a motore. |
|                   | Zona pedonale                                       | Indica l'inizio di una zona pedonale. |
|                   | Fine della zona pedonale                            | Indica la fine della zona pedonale. |
|                   | Zona residenziale                                   | Indica l'inizio di una zona residenziale. |
|                   | Fine della zona residenziale                        | Indica la fine di una zona residenziale. |
|                   | Zona di incontro                                    | Indica l'inizio di una zona di incontro. |
|                   | Fine zona di incontro                               | Indica la fine della zona di incontro. |
|                   | Galleria                                            | Indica la presenza di una galleria e la sua eventuale lunghezza. |
|                   | Senso unico                                         | Segnala il termine del doppio senso di circolazione all'interno di una carreggiata. |
|                   | Segnale di svolta per tram                          | Indica ai conducenti di un tram che possono svoltare a destra con il semaforo giallo, a sinistra con luce rossa o procedere dritto a luce verde. |
|                   | Strada senza uscita                                 | Indica una strada senza uscita per tutti i veicoli. Nel segnale non è presente il rettangolo rosso che è utilizzato nei corrispondenti segnali di altri Paesi europei. |
|                   | Segnale per lanterna malfunzionante                 | Indica che la luce pubblica sul quale è apposto non resta accesa per tutta la notte. |
|                   | Numero strada europea                               | Identifica una strada europea. |
|                   | Numero strada con priorità                          | Identifica una strada principale che gode del diritto di precedenza. Se il numero è preceduto da una A o da una S, il segnale identifica rispettivamente un'autostrada o una strada riservata ai veicoli a motore (superstrada) ed ha forma rettangolare anziché quadrata. |
|                   | Numero strada senza priorità                        | Identifica una strada secondaria che non gode del diritto di precedenza. |
|                   | Limiti di velocità generali                         | Indica i limiti generali di velocità presenti nello Stato, validi per le autovetture. È posto in prossimità delle frontiere. |
|                   | Utilizzo delle corsie in un incrocio                | Indica la canalizzazione che si ha nel prossimo incrocio. |
|                   | Svolta semi-diretta                                 | Indica la manovra da effettuare per una svolta a sinistra. |
|                   | Svolta indiretta                                    | Indica la manovra da effettuare per una svolta a sinistra indiretta. |
|                   | Riduzione delle corsie disponibili                  | Indica una riduzione delle corsie disponibili. |
|                   | Agevolare il rientro                                | Indica ai conducenti della corsia di destra di favorire il rientro dei veicoli della corsia di sinistra a causa della sua fine. |
|                   | Corsia riservata agli autobus                       | Indica che la corsia è riservata alla circolazione di autobus. |
|                   | Corsia di destra riservata agli autobus             | Indica che la corsia a destra è riservata alla circolazione di autobus. |
|                   | Corsia riservata alle biciclette                    | Indica che la corsia è riservata alla circolazione di biciclette. |
|                   | Pista ciclabile facoltativa                         | Indica una pista riservata ma non obbligatoria per i ciclisti. |
|                   | Percorso ciclabile e pedonale facoltativo promiscuo | Indica un percorso riservato ma non obbligatorio per ciclisti e pedoni (uso promiscuo). |
|                   | Percorso ciclabile e pedonale facoltativo           | Indica un percorso riservato ma non obbligatorio per ciclisti e pedoni. |

### Segnali di direzione
| Segnale austriaco | Significato                                                   | Spiegazione |
|                   | Presegnalazione di direzioni su strada extraurbana            | Indica le direzioni raggiungibili al prossimo incrocio su strada extraurbana. |
|                   | Presegnalazione di direzioni su strada extraurbana principale | Indica le direzioni raggiungibili al prossimo incrocio lungo una strada extraurbana principale. |
|                   | Cartello indicatore su strada extraurbana                     | Indica le direzioni raggiungibili al prossimo incrocio lungo una strada extraurbana principale. |
|                   | Cartello indicatore in centri abitati                         | Indica le direzioni raggiungibili al prossimo incrocio in centri abitati. Nell'esempio, i segnali mostrano la direzione per una stazione ferroviaria (in tedesco: Bahnhof); i segnali riportano il logo già in uso presso le Ferrovie Federali Austriache. |
|                   | Cartello indicatore verso centri turistici                    | Indica una regione o una località turistica, oppure un centro storico raggiungibili al prossimo incrocio. Il colore verde è utilizzato anche nei segnali riguardanti le aree di servizio autostradali e - con le scritte gialle anziché bianche - per segnalare aree industriali, quartieri fieristici e simili. Il colore marrone è utilizzato per segnalare monumenti, ma non è ancora previsto ufficialmente dal Codice. |
|                   | Preavviso diramazione in autostrada                           | Indica le direzioni raggiungibili al prossimo incrocio autostradale. |
|                   | Direzione per l'autostrada                                    | Indica le direzioni raggiungibili al prossimo incrocio per raggiungere un'autostrada. |
|                   | Segnale di itinerario                                         | Indica le località raggiungibili alla prossima uscita autostradale. |
|                   | Segnale di conferma                                           | Indica le distanze alle prossime località raggiungibili lungo la strada su cui è posto. |
|                   | Preavviso di deviazione                                       | Preavvisa una deviazione lungo la strada che si sta percorrendo. |
|                   | Deviazione                                                    | Indica una deviazione lungo la strada che si sta percorrendo. |
|                   | Chiusura carreggiata                                          | Indica una chiusura di carreggiata con obbligo di marcia in quella opposta a causa di lavori. |
|                   | Rientro in carreggiata                                        | Indica il rientro nella normale carreggiata di marcia per fine lavori. |
|                   | Inizio di centro abitato                                      | Indica l'inizio di un centro abitato. |
|                   | Fine di centro abitato                                        | Indica la fine di un centro abitato. |

## Pannelli integrativi
| Segnale austriaco | Significato                       | Spiegazione |
|                   | Distanza                          | Indica la distanza alla prescrizione indicata. |
|                   | Estesa                            | Indica per quanti metri o chilometri è valida la prescrizione indicata. |
|                   | Distanza allo STOP                | Indica la distanza al segnale di fermarsi e dare precedenza. |
|                   | Strada senza priorità             | Viene posto al di sotto del segnale di fermarsi e dare precedenza ed indica che la strada che si sta percorrendo non gode del diritto di precedenza                                                  |
|                   | Andamento della strada principale | Indica l'andamento della strada principale. |
|                   | Neve o ghiaccio                   | Indica che la prescrizione od il pericolo indicati sono validi in presenza di neve o ghiaccio sulla carreggiata.                                                                                     |
|                   | Pioggia                           | Indica che la prescrizione od il pericolo indicati sono validi in presenza di pioggia sulla carreggiata.                                                                                             |
|                   | Eccetto disabili                  | Viene posto al di sotto del segnale di divieto di fermata o di sosta per contrassegnare un parcheggio riservato ai disabili.                                                                         |
|                   | Eccetto macchine agricole         | Viene posto al di sotto del segnale di divieto di sorpasso per indicare che il sorpasso di trattori, gru a motore, macchine di lavoro semoventi e veicoli commerciali leggeri è comunque consentito. |
|                   | Rimozione coatta                  | Indica che il divieto di sosta sotto il quale è posto è aggravato dalla rimozione forzata del veicolo in contravvenzione.                                                                            |
|                   | Corsia                            | Indica la corsia per il quale il segnale soprastante la carreggiata si riferisce. |
|                   | Corsia di sinistra                | Indica che il segnale sopra il pannello integratico si riferisce alla corsia si sinistra di uno spartitraffico o di un'isola salvagente.                                                             |